# NGC 3522
NGC 3522 é uma galáxia elíptica (E) localizada na direcção da constelação de Leo. Possui uma declinação de +20° 05' 10" e uma ascensão recta de 11 horas, 06 minutos e 40,4 segundos.
A galáxia NGC 3522 foi descoberta em 26 de Abril de 1883 por Lewis A. Swift.